# Керулен
Керулен (на монголски: Хэрлэн гол; на китайски: 克鲁伦河; на пинин: Kèlǔlún Hé, Келунхъ) е река в Монголия и Северен Китай, в автономен регион Вътрешна Монголия, вливаща се в езерото Далайнор. Дължина 1264 km (от тях 1090 km в Монголия), площ на водосборния басейн 116 400 km². Река Керулен води началото от южния склон на хребета Ихе Хентий (съставна част на планината Хентий), на 2393 m н.в, в аймака Хентий. В горното си течение тече на юг в дълбока, тясна и залесена долина (на отделни участъци през теснини и дефилета) през южните разклонения на планината Хентий. След това завива на изток и изток-североизток и запазва това направление до устието си. В средното и долно течение протича в широка терасирана долина, като коритото ѝ изобилства от временни острови, много странични езера (старици) и заблатени участъци. Последните 174 km протича по китайска територия в посока североизток и се влива от югозапад в езерото Далайнор, на 539 m н.в., в района на селището Дзун Суме. Река Керулен няма почти никакви притоци в средното и долното течение, като само в горното получава няколко – Ценхер Гол, Мурен (леви). Високите надзаливни тераси на долината ѝ са заети от сухи степи, а долните – от ливади и редки дървесно-храстови формации. Водността на Керулен надолу по течението постепенно намалява вследствие на изпарението и отклоняване на част от водите ѝ за напояване. Има ясно изразено лятно пълноводие и ежегодно няколко бурни прииждания в резултат от поройни дъждове във водосборният ѝ басейн. Замръзва през ноември, а се размразява през април, като в някои плитки участъци замръзва до дъно. Богата е на различни видове риба. Най-големите селища по течението ѝ са градовете Ундер Хан и Чойбалсан (административни центрове на аймаци).